# 炆
炆是粵菜和客家菜一種烹調方法。以慢火將食材烹熟，而令食材變軟並保留少量原汁或事後打縴，主要有紅炆與生炆兩種。

## 紅炆
將炸至僅熟的食材與配料在鍋烹熟變軟後打紅縴。

## 生炆
將食材與配料炒至半熟後加水或上湯和調味料，加蓋，以慢火烹熟後原汁打縴。